# Admiranda
Admiranda es un género de foraminífero bentónico de la Subfamilia Globivalvulininae, de la Familia Globivalvulinidae, de la Superfamilia Globivalvulinoidea, del Suborden Endothyrina, del Orden Endothyrida, de la Subclase Fusulinana y de la Clase Fusulinata. Su especie tipo es Admiranda convexa. Su rango cronoestratigráfico abarca el Serpujoviense (Carbonífero inferior).

## Discusión
Clasificaciones previas hubiesen incluido Admiranda en la Subfamilia Biseriammininae, de la Familia Biseriamminidae, de la Superfamilia Palaeotextularioidea, del Suborden Fusulinina y del Orden Fusulinida. También ha sido incluido en la Subfamilia Koktjubininae de la Familia Koktjubinidae. Ha sido considerado un sinónimo posterior de Koktjubina.

## Clasificación
Admiranda incluye a las siguientes especies:
- Admiranda convexa †
- Admiranda ramosa †